# Простий випадок
«Простий випадок» (титр фільму: «Розповідь про простий випадок»; альтернативна назва: «Дуже добре живеться») — радянський німий кінофільм 1930 року режисера Всеволода Пудовкіна, драма за мотивами фейлетону Михайла Кольцова «Застаріла дружина». Картина вийшла на екрани З грудня 1932 року.

## Сюжет
Відгриміла громадянська війна. Додому, до рідного міста повертаються захисники молодої Радянської республіки. Міцна дружба пов'язує трьох бойових товаришів, що були червоними командирами Лангового, Жолтікова і старшого серед них — дядька Сашка. Всі троє працюють у військовому штабі. Дядько Саша і Жолтіков — холостяки. Оселилися вони разом, в одній кімнаті. Друзі часто відвідують затишну квартиру Лангового і його дружини — Марійки, які одружилися ще в роки громадянської війни. Вірним бойовим товаришем була Марійка на фронті. Люблячою, турботливою подругою Лангового залишилася вона і тепер. Відданість чоловікові, безмежна любов до нього особливо яскраво проявляються у Марійці, коли Ланговий важко хворіє. Багато безсонних, тривожних ночей проводить вона біля ліжка чоловіка. Терпіння і турбота Марійки беруть своє: Ланговой одружується. Через деякий час Марійка їде відпочивати до своїх рідних. Під час її відсутності Ланговий закохується в жінку, яку за випадкових обставин урятував від вуличної катастрофи. Поведінка Лангового зустрічає хоча й мовчазне, але явне засудження його друзів. Марійка, яка повернулася від рідних, важко переживає те, що трапилося. Докори сумління відчуває й Ланговий. Зрештою він вирішує повернутися до дружини і домагається її вибачення.

## У ролях
- Олександр Батурин —  Ланговой
- Євгенія Рогуліна — Марійка
- Олександр Чистяков —  дядько Саша
- Володимир Кузмич —  Жолтіков
- М. Бєлоусова —  дівчина
- Андрій Горчилін —  робітник
- Анна Чекулаєва —  дружина робітника
- Іван Новосельцев —  Вася
- Афанасій Бєлов —  Гриша
- Володимир Уральський —  поранений солдат

## Знімальна група
- Режисер: Всеволод Пудовкін
- Співрежисер: Михайло Доллер
- Сценарист: Олександр Ржешевський
- Оператори: Григорій Кабалов, Георгій Бобров
- Художник: Сергій Козловський
- Асистент режисера: Яків Купер